# チェッレート・ディ・スポレート
チェッレート・ディ・スポレート（伊: Cerreto di Spoleto）は、イタリア共和国ウンブリア州ペルージャ県にある、人口約1,000人の基礎自治体（コムーネ）。

## 地理

### 位置・広がり

#### 隣接コムーネ
隣接するコムーネは以下の通り。括弧内のMCはマチェラータ県所属を示す。
- カンペッロ・スル・クリトゥンノ
- カーシア
- ノルチャ
- ポッジョドーモ
- プレーチ
- セッラーノ
- ヴァッロ・ディ・ネーラ
- ヴィッソ (MC)

### 気候分類・地震分類
チェッレート・ディ・スポレートにおけるイタリアの気候分類 (it) および度日は、zona E, 2355 GGである。
また、イタリアの地震リスク階級 (it) では、zona 1 (sismicità alta) に分類される。

## 行政

### 分離集落
チェッレート・ディ・スポレートには、以下の分離集落（フラツィオーネ）がある。
- Borgo Cerreto, Buggiano, Colle Soglio, Macchia, Nortosce, Ponte, Rocchetta, Triponzo